# Сан-Маркус (затока)
Сан-Маркос — затока Атлантичного океану у штаті Мараньян на північному сході Бразилії.
Затока є лиманом завдовжки приблизно 100 кілометрів і шириною до 16 кілометрів. Її загальна площа становить приблизно 23 600 км². Глибина затоки значно змінюється, досягаючи максимальних глибин 35 метрів у північній частині головного русла, 50 метрів у нижній частині північного сектора та 60 метрів у південному секторі, а також 25 метрів у проміжному руслі, перетворюючись на мілкіше в районах, розташованих поблизу берегів. Середня глибина коливається від 17 до 20 метрів.
У затоку впадає кілька річок, у тому числі Гражау, Меарін і Піндаре. Меарін відомий своєю поророкою (приливною хвилею заввишки до 4 м).
Острів Упаон-Асу (раніше називався Сан-Луїс), відділяє затоку Сан-Маркос від затоки Сан-Хосе на сході. На острові Упаон-Асу лежить місто Сан-Луїс, столиця штату Мараньян. Із затокою Сан-Хосе з'єднана через протоку Москітос.